# Кубок Кремля 1999
Кубок Кремля 1999 — ежегодный профессиональный теннисный турнир в серии международной серии ATP для мужчин и 1-й категории WTA для женщин. Турнир традиционно проводился на закрытых кортах с ковровым покрытием в московском спорткомплексе «Олимпийский». Мужской турнир проводился в 10-й раз, женский — в 4-й. Женские соревнования прошли с 18 по 24 октября, а мужские — с 8 по 14 ноября.
Прошлогодние победители:
- мужской одиночный разряд —  Евгений Кафельников
- женский одиночный разряд —  Мари Пьерс
- мужской парный разряд —  Джаред Палмер /  Джефф Таранго
- женский парный разряд —  Мари Пьерс /  Наталья Зверева

## Соревнования

### Мужчины

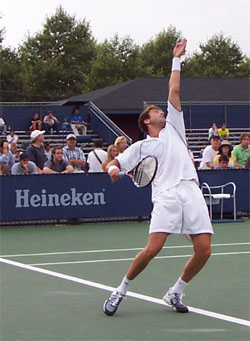
Победитель парного турнира у мужчин — американец Джастин Гимельстоб.

#### Одиночный разряд
Евгений Кафельников обыграл  Байрона Блэка со счётом 7-62 6-4.
- Кафельников выигрывает свой 3-й титул в году и 20-й за карьеру.

#### Парный разряд
Джастин Гимельстоб /  Даниэль Вацек обыграли  Андрея Медведева /  Марата Сафина со счётом 6-2 6-1.
- Гимельстоб выигрывает 5-й титул в сезоне и 7-й за карьеру.
- Вацек выигрывает 4-й титул в сезоне и 24-й за карьеру.

### Женщины

#### Одиночный разряд
Натали Тозья обыграла  Барбару Шетт со счётом 2-6 6-4 6-1.
- Тозья выигрывает первый титул в сезоне и 5-й за карьеру.

#### Парный разряд
Лиза Реймонд /  Ренне Стаббс обыграли  Жюли Алар-Декюжи /  Анке Хубер со счётом 6-1 6-0.
- Реймонд выигрывает свой 4-й титул в году и 13-й за карьеру.
- Стаббс выигрывает свой 4-й титул в году и 18-й за карьеру.